# Đoàn Văn Thông
Đoàn Văn Thông  (?-?), người huyện Quảng Đức (nay thuộc phường Đồng Xuân quận Hoàn Kiếm, Hà Nội), trú quán xã Lương Xá huyện Lương Tài (nay thuộc xã Phú Lương huyện Lương Tài tỉnh Bắc Ninh).
Ông đỗ đệ tam giáp, đồng Tiến sĩ xuất thân khoa Tân mùi, niên hiệu Hồng Thuận năm thứ ba 1511. Ông làm quan Hữu Thị lang Bộ Lễ .